# 8-й флот (США)
8-й флот (США) (англ. United States Eighth Fleet) — військове об'єднання військово-морських сил США, оперативний флот Збройних сил США за часів Другої світової війни.
8-й флот ВМС США заснований 15 березня 1943 року для підтримки союзних військ, що діяли у північно-західній Африці на Середземноморському театрі війни. Основним призначенням флоту було підготовка та проведення амфібійних операцій, підтримка наземних військ після висадки та забезпечення прикриття переходів транспортних і десантних конвоїв в акваторії Середземного моря. Флот був розгорнутий на основі Амфібійних сил Атлантичного флоту під командуванням адмірала Г. Г'юїтта.
8-й флот залучався до проведення висадки морських десантів на Сицилію та в Салерно, а також на півдні Франції. 15 вересня 1945 року оперативне об'єднання розформували, а його сили передали до складу 12-го флоту США.
1 березня 1946 року у зв'язку з реорганізацією американських ВМС 8-й флот відновили під командуванням адмірала М. Мітшера. Головним призначенням флоту стало формування ударної частини Атлантичного флоту, тому до його складу увійшли найновітніші авіаносці «Мідвей» і «Франклін Рузвельт». У лютому 1950 року флот перетворений на 2-й флот Атлантичного флоту.